# Intérieurs symphoniques
Les Intérieurs symphoniques sont une série de quatre tableaux réalisés par le peintre français Henri Matisse en 1911. Ces toiles sont des scènes d'intérieur exécutées pour le collectionneur russe Sergueï Chtchoukine : L'Atelier rose aujourd'hui au musée des Beaux-Arts Pouchkine de Moscou, La Famille du peintre à présent au musée de l'Ermitage de Saint-Pétersbourg, Intérieur aux aubergines désormais au musée de Grenoble à Grenoble et L'Atelier rouge dorénavant au Museum of Modern Art à New York.

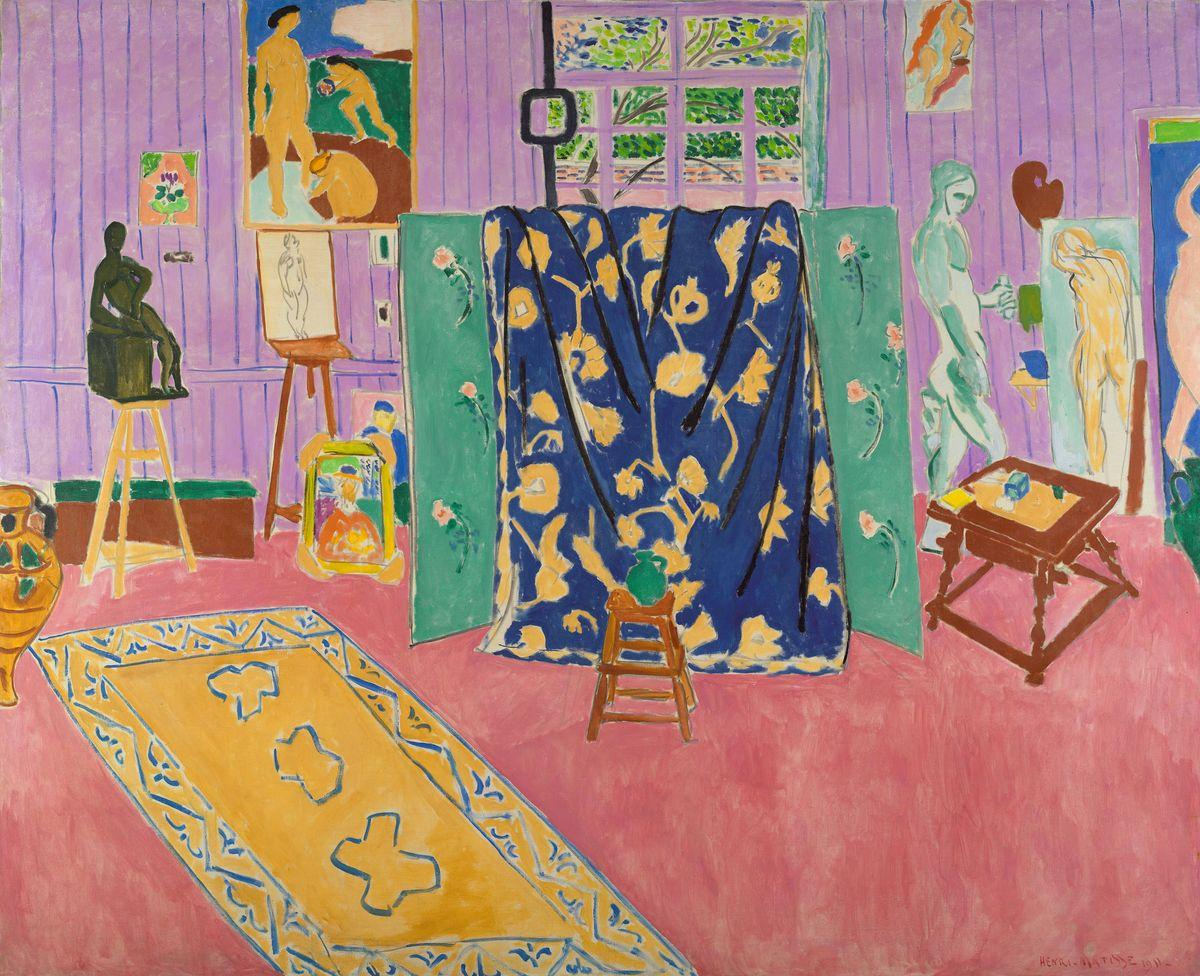
L'Atelier rose, 1911 – Musée des Beaux-Arts Pouchkine, Moscou.
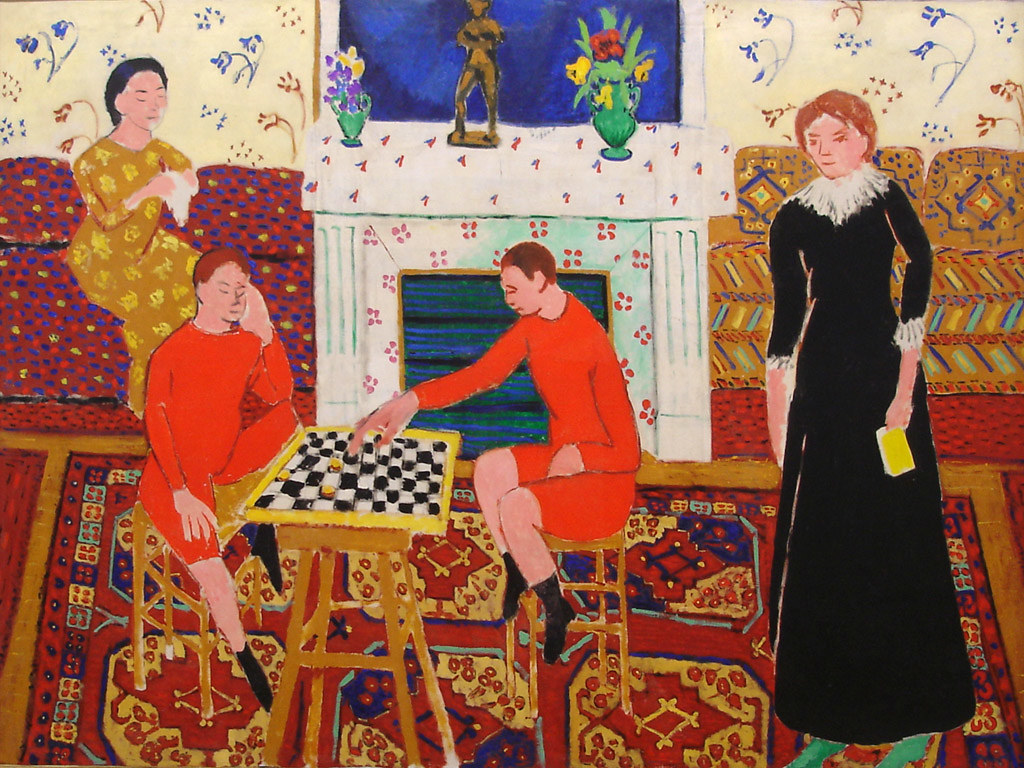
La Famille du peintre, 1911 – Musée de l'Ermitage, Saint-Pétersbourg.
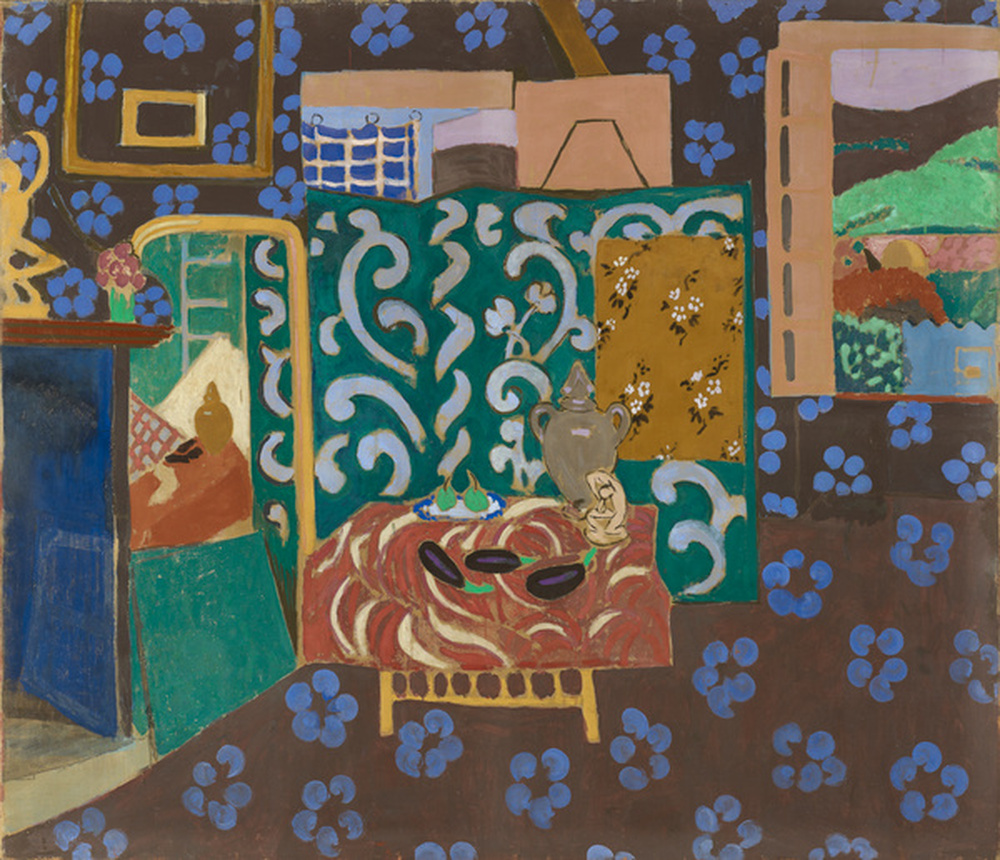
Intérieur aux aubergines, 1911 – Musée de Grenoble, Grenoble.
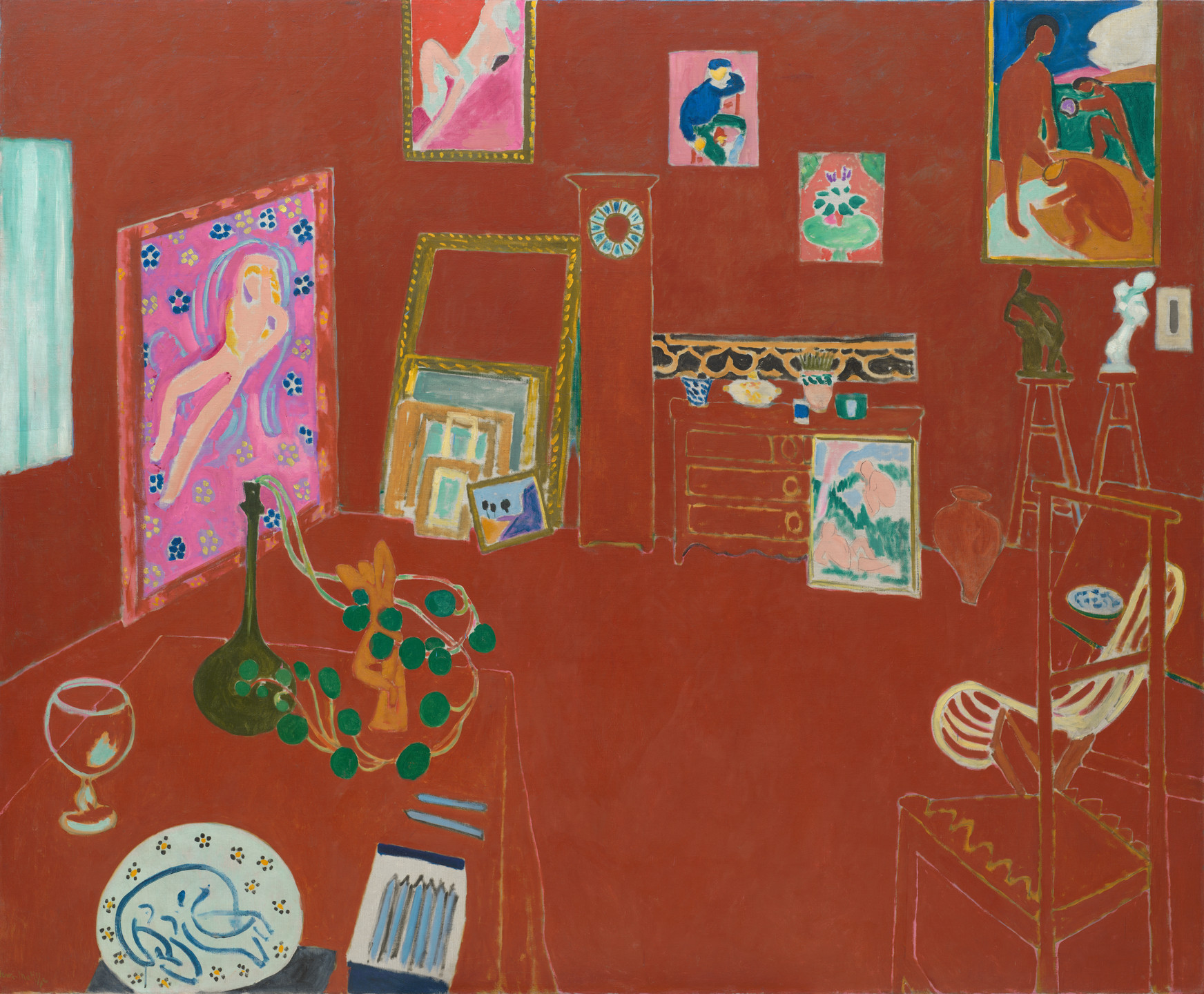
L'Atelier rouge, 1911 – Museum of Modern Art, New York.